# Erkki Aaltonen

Erkki Aaltonen

Erkki Aaltonen (sinh ngày 17 tháng 8 năm 1910 - mất ngày 8 tháng 3 năm 1990) là một nhà soạn nhạc Phần Lan.

## Tiểu sử
Ông sinh ra ở Hämeenlinna (Tavastehus), Phần Lan, và là một sinh viên chơi violin tại Nhạc viện Helsinki và sáng tác âm nhạc riêng tư với Väinö Raitio và Selim Palmgren. Ông chỉ đạo Học viện âm nhạc Kemi từ 1966-1973. Các lựa chọn âm nhạc của ông thường có tính chất thời sự.

## Tác phẩm chọn lọc
- Bản giao hưởng

Số 1 (1947)
Số 2 (1949) Hiroshima 
Số 3 (1952) Popular
Số 4 (1959)
Số 5 (1964) Hämeenlinna rhapsody
- Bản hòa tấu piano 1948
- Bản hòa tấu piano 1954
- Nhạc dân gian cho dàn nhạc 1953 Vang1960
- Phòng ba lê từ Lapponia 1956, 1959
- Bản hòa tấu violin (1966)
- Piano Sonata (1932, sửa đổi năm 1972)
- Oboe Sonata (1945)
- Preludi ja allegro (Prelude và Allegro) cho viola và piano (1983)
- tứ tấu đàn dây
- đàn piano
- bài hát